# Kollerbeck
Kollerbeck ist ein Ortsteil der Stadt Marienmünster im Kreis Höxter, Nordrhein-Westfalen. Kollerbeck hat 689 Einwohner und ist somit der drittgrößte Ortsteil der Stadt Marienmünster. Der Ort liegt im Tal des Kollerbachs und der Niese-Aue und wird im Norden vom Westerberg, sowie im Süden vom Hellberg umgeben. Die Bauerschaft Langenkamp östlich von Kollerbeck mit rund 30 Einwohnern gehört ebenfalls zum Ort. Der Name ist angelehnt an den Kollerbach, der im Südosten der Ortschaft entfließt und regionaltypisch oftmals mit dem mittelniederdeutschen Begriff für Bach als Becke oder plattdeutsch Bieke benannt wird. Kollerbeck wird außerdem von der hier noch jungen Niese durchflossen.

## Geschichte
Urkundlich wurde Kollerbeck erstmals im Jahre 1184 erwähnt. Aus zunächst Collerbike wurde dann Collerbeck und schließlich der heutige Name des Ortes Kollerbeck. Im 14. Jahrhundert ist auch die Bezeichnung Kolrebegke beziehungsweise Kolrebeke zu finden.
Kollerbeck ist geschichtlich eng mit der in der Nähe liegenden Oldenburg verbunden. Erstmals urkundlich erwähnt wird Kollerbeck in einem Verzeichnis der Güter, die Erzbischof Philipp von Köln 1184 für die Kirche erwarb. Dieser wurde nach dem erfolgreichen Krieg gegen Herzog Heinrich den Löwen (1180–81) Herr über die Grafschaft Schwalenberg. Er erwarb 1184 von Wittekind II. von Schwalenberg das Eigengut Oesdorf bei Pyrmont und den lehensfreien Grundbesitz des Grafen in Kollerbeck, das in dieser Zeit offenbar schon als Dorf bestand. 1231 erscheint Kollerbeck im Archidiakonatsverzeichnis des Bistums Paderborn als Pfarrort. Die Pfarrei gehörte damals zum Archidiakonat Steinheim. Aus dem Jahr 1240 besteht eine Urkunde, die von Johannes, Priester von Kollerbieke als Zeuge unterzeichnet wurde. Die Pfarrei in Kollerbeck hat vermutlich bis zum Ende des 15. Jahrhunderts existiert.
1231 erscheint auf einer Urkunde der Name des Edelherren Friedrich von Kollerbeck als Nominus Frethericus der Colribike. Friedrich stammte von den Grafen von Schwalenberg ab und sein Großvater, Graf Widekind I. von Schwalenberg, war der Stifter der Abtei Marienmünster. Friedrich hatte seinen Wohnsitz nach Kollerbeck verlegt und danach den Namen des Dorfes angenommen. Ob die ehemalige Burg von Friedrich erbaut wurde, ist nicht mehr nachzuweisen. Bei der sogenannten Schweizerburg, nach der auch die südlich an ihre verschüttete Ruine angrenzende Straße Schweizerburgweg benannt ist, handelte sich um eine Wasserburg, die nördlich des Dorfes lag, und deren Standort noch heute bekannt ist. Laut einer Urkunde von 1358 wurde Kollerbeck zusammen mit der Oldenburg zur einen Hälfte an die Herren von Lippe, zur anderen an das Bistum Paderborn verkauft oder verpfändet. 1803 wurde der Kirchenbesitz im Zuge der Säkularisation verstaatlicht. 1860 errichteten die Bewohner Kollerbecks eine Kirche, die Johannes dem Täufer geweiht wurde, und 1899 erhob die katholische Kirche Kollerbeck erneut zur selbständigen Pfarrei.
Kollerbeck gehörte seit dem Mittelalter zum paderbornisch-lippischen Samtamt Oldenburg. Der Ort fiel 1807 an das Königreich Westphalen und gehörte dort bis 1813 zum Kanton Vörden im Distrikt Höxter des Departements der Fulda. Nach der napoleonischen Niederlage kam Kollerbeck 1813 zu Preußen und 1816 zum neuen Kreis Höxter, in dem die Gemeinde zum Amt Vörden gehörte. Am 1. Januar 1970 wurde Kollerbeck durch das Gesetz zur Neugliederung des Kreises Höxter vom 2. Dezember 1969 mit den anderen zwölf Gemeinden des Amtes Vörden zur neuen Stadt Marienmünster zusammengeschlossen.

## Politik
Laut Hauptsatzung der Stadt Marienmünster vom 3. Februar 2005 wird in Kollerbeck ein aus sieben Mitgliedern bestehender Ortsausschuss gebildet. Der Vorsitzende des Ortsausschusses ist derzeit Joseph Büker (CDU).

## Vereinsleben
Bedeutenden Anteil am Ortsleben haben die vielfältigen Vereine im Ort. Die größten sind dabei der Sportverein Grün-Weiß von 1954 e. V., sowie der Heimatschutzverein von 1577 e. V. Außerdem gibt es noch den Männergesangverein Eintracht Kollerbeck von 1903, die katholische Frauengemeinschaft von 1918, den Frauenchor von 1969, den Spielmannszug Kollerbeck von 1950, den ambulanten sozialen Dienst Jung und Alt seit 1989 und die Löschgruppe Kollerbeck der Freiwilligen Feuerwehr Marienmünster, die aus der Freiwilligen Feuerwehr der Gemeinde Kollerbeck hervorgegangen ist.